# Megachile angelarum
Megachile angelarum är en biart som beskrevs av Cockerell 1902. Megachile angelarum ingår i släktet tapetserarbin, och familjen buksamlarbin. Inga underarter finns listade i Catalogue of Life.